# أبو إسحاق النوبختي
الشيخ أبو إسحاق إبراهيم بن إسحاق بن أبي سهل بن نوبخت النوبختي. هو رجل دين ومتكلم شيعي لم يُفصَّل الحديث عنه الفترة الزمنية التي عاشها إلَّا أن الباحث عباس إقبال الآشتياني استظهر أن الفترة التي عاش فيها النوبختي هي بين عامي 250 هـ و350 هـ.
وقد ذكره علي التبريزي في مرآة الكتب باسم إسماعيل، وتبعه على ذلك حسن الصدر في كتاب الشيعة وفنون الإسلام، وعبد الله الأفندي الأصفهاني في رياض العلماء، وقد نبَّه محسن الأمين إلى كون ذلك اشتباهاً وأن الاسم الصحيح للنوبختي هو إبراهيم وليس إسماعيل.

## مؤلفاته
| - كتاب الياقوت. كتاب في علم الكلام، وقد يُقال له ”فص الياقوت“، وقد شرحه ابن المطهر الحلِّي في كتابه أنوار الملكوت في شرح الياقوت، وله في شرحه هذا ثناء كثير على النوبختي إذ عبَّر عنه بقوله: ”شيخنا الأقدم وأستاذنا الأعظم“. | - الابتهاج. ذكره الطهراني بعنوان ”الابتهاج في إثبات اللذة العقلية لله تعالى“، وذكره الأمين في ترجمته له بقوله: ”وللمترجم أيضاً كتاب اسمه الابتهاج ذكره في كتاب الياقوت عند ذكره لعقيدة غير صحيحة كان يعتقدها وقال صنفت في ذلك كتابا سميته الابتهاج“. |

### كتب
- أعيان الشيعة. محسن الأمين، طبع بيروت - لبنان، تاريخ الطبع مفقود، منشورات دار التعارف.
- مرآة الكتب. علي التبريزي، طبع قم - إيران، 1414 هـ، منشورات مكتبة آية الله المرعشي النجفي.
- الذريعة إلى تصانيف الشيعة. آغا بزرگ الطهراني، طبع بيروت - لبنان، تاريخ الطبع مفقود، منشورات دار الأضواء.

### إشارات مرجعية
1. ↑  الآشتياني، عباس إقبال. خاندان نوبختى. ص. 166–180.
2. ↑  التبريزي، علي. مرآة الكتب. ص. 161. مؤرشف من الأصل في 2019-12-08.
3. 1 2  
الأمين، محسن. أعيان الشيعة - ج2. ص. 110. مؤرشف من الأصل في 2019-12-08.
4. ↑  الطهراني، آغا بزرگ. الذريعة إلى تصانيف الشيعة - ج25. ص. 271. مؤرشف من الأصل في 2020-01-09.
5. ↑  الطهراني، آغا بزرگ. الذريعة إلى تصانيف الشيعة - ج2. ص. 444. مؤرشف من الأصل في 2019-12-16.
6. ↑  الكنتوري، إعجاز حسين. كشف الحجب والأستار عن أسماء الكتب والأسفار. ص. 70. مؤرشف من الأصل في 2019-12-08.
7. ↑  الطهراني، آغا بزرگ. الذريعة إلى تصانيف الشيعة - ج1. ص. 62. مؤرشف من الأصل في 2019-12-16.
8. ↑  الأمين، محسن. أعيان الشيعة - ج2. ص. 111. مؤرشف من الأصل في 2019-12-08.